# Айзингер, Макс
Макс Айзингер (нем. Max Eisinger; 26 июня 1909, Карлсруэ — 24 апреля 1989) — немецкий шахматист (мастер) и шахматный функционер.

## Биография
Получил образование в сфере делового администрирования.
Служил в германской армии во время Второй мировой войны (1939—1945).
Научился играть в шахматы в возрасте 12 лет. В 1925 г. вступил в шахматный клуб Карлсруэ. В период с 1938 по 1972 гг. 13 раз участвовал в чемпионатах Германии. Лучшие результаты показал в 1949 (5—9-е места) и в 1957 гг. (4—7 места).
В 1939 г. победил в сильном по составу турнире в Карлсруэ.
11 раз становился чемпионом земли Баден-Вюртемберг. 7 раз побеждал в кубке Баден-Вюртемберга. 25 раз выигрывал чемпионат городского шахматного клуба Карлсруэ.
В составе сборной ФРГ участвовал в командном первенстве Европы 1961 г. и ряде международных матчей.
Успешно играл по переписке. В 1935—1937 гг. он разделил 1—4 места в чемпионате Германии.
Работал в руководстве шахматного общества Карлсруэ. Был представителем мастеров в президиуме Немецкого шахматного союза. Был руководителем делегации ФРГ на шахматных олимпиадах 1970 и 1974 гг.

## Спортивные результаты
| Год         | Город                      | Соревнование                                         | + | − | = | Результат | Место |
| ----------- | -------------------------- | ---------------------------------------------------- | - | - | - | --------- | ----- |
| 1937        | Гамбург                    | Турнир немецких шахматистов                          | 4 | 4 | 1 | 4½ из 9   | 3—6   |
| 1938        | Бад-Эйнхаузен              | Чемпионат Германии                                   | 5 | 9 | 1 | 5½ из 15  | 12—14 |
| 1938 / 1939 | Карлсруэ                   | Турнир немецких мастеров                             | 6 | 1 | 2 | 7 из 9    | 1—3   |
| 1939        | Бад-Эйнхаузен              | Чемпионат Германии                                   | 4 | 5 | 6 | 7 из 15   | 10—13 |
| 1940        | Краков — Крыница — Варшава | Турнир Генерал-губернаторства                        | 1 | 5 | 5 | 3½ из 11  | 12    |
| 1947        | Риденбург                  | Турнир немецких мастеров                             |   |   |   |           |       |
| 1949        | Бад-Пирмонт                | Чемпионат Германии                                   | 5 | 3 | 4 | 7 из 12   | 5—9   |
| 1950        | Бад-Пирмонт                | Чемпионат ФРГ                                        | 5 | 9 | 3 | 6½ из 17  | 14—15 |
| 1951        | Дюссельдорф                | Чемпионат Германии                                   | 8 | 7 | 6 | 11 из 21  | 11—14 |
| 1952        | Хаген                      | Турнир немецких мастеров                             | 3 | 3 | 3 | 4½ из 9   | 5—6   |
| 1953        | Зап. Берлин                | Чемпионат ФРГ                                        | 7 | 6 | 2 | 8 из 15   | 7—9   |
|             | Лейпциг                    | Чемпионат Германии                                   | 4 | 6 | 3 | 5½ из 13  | 23—25 |
| 1955        | Хёкст                      | Чемпионат ФРГ                                        | 4 | 6 | 5 | 6½ из 15  | 9—12  |
| 1957        | Бад-Нойенар                | Чемпионат ФРГ                                        | 5 | 3 | 7 | 8½ из 15  | 4—7   |
| 1959        | Нюрнберг                   | Чемпионат ФРГ                                        | 3 | 7 | 5 | 5½ из 15  | 13—14 |
| 1960        | Марианске-Лазне            | Международный турнир                                 |   |   |   |           |       |
| 1961        | Оберхаузен                 | Командное первенство Европы (сборная ФРГ, 7-я доска) | 1 | 6 | 2 | 2 из 9    |       |
| 1963        | Бад-Пирмонт                | Чемпионат ФРГ                                        | 4 | 6 | 5 | 6½ из 15  | 10—11 |
| 1965        | Бад-Айблинг                | Чемпионат ФРГ                                        | 3 | 7 | 5 | 5½ из 15  | 11—13 |
| 1972        | Оберурзель                 | Чемпионат ФРГ                                        | 6 | 3 | 6 | 9 из 15   | 7—9   |